# Don Draper
Donald « Don » Draper est un personnage de fiction et le protagoniste de la série télévisée Mad Men diffusée sur la chaîne AMC. Il est interprété par Jon Hamm, qui a reçu pour son interprétation un Golden Globe en 2008. Jusqu'à la fin de la troisième saison, Draper était le directeur créatif de Sterling Cooper, une agence de publicité fictive située à Manhattan. Il est devenu ensuite l'un des associés fondateurs d'une nouvelle agence, Sterling Cooper Draper Pryce, après que ses supérieurs et lui eurent cédé leur agence avant un rachat qu'ils ne voulaient pas.
Le personnage de Draper s'inspire en partie de Draper Daniels (d), le directeur de création de l'agence de publicité Leo Burnett à Chicago dans les années 1950 qui a créé la campagne du Marlboro Man.
En 2009, Don Draper a été désigné homme le plus influent du monde par AskMen devant des personnalités comme Michael Phelps et Barack Obama.

## Biographie fictive

### Origines
La plupart des personnages de la série connaissent peu, sinon rien, du passé de Draper et de sa véritable identité ; Harry Crane remarque d'ailleurs dans le troisième épisode de la série : « Draper ? C'est un mystère complet, ce gars-là. Personne ne le connait vraiment. Ça se trouve, c'est Batman et on n'en sait rien. ». Quelques indices sont donnés à travers des flashbacks, des confessions et des visites clandestines aux personnes de son passé.
Le nom de « Don Draper » est un nom d'emprunt ; son nom de baptême est Richard Whitman. Draper est né dans l'Illinois en été 1925, et sa mère biologique était une prostituée de 22 ans morte en le mettant au monde. Il a ensuite été élevé par son père Archibald « Archie » Whitman, à qui il est confié, et par son épouse Abigail.
Quand Dick a 10 ans, à la suite d'un acte d'attribution qui a divisé le prix des récoltes d'Archibald de moitié, Archie meurt sous les yeux de Dick d'un coup de sabot d'un cheval effrayé par le bruit du tonnerre. Plus tard, Abigail, Dick et son demi-frère Adam sont partis pour la Pennsylvanie (vue par Don comme le « pays du charbon ») et sont élevés par Abigail et un homme appelé « Oncle Mac ». Abigail finit par emménager avec Dick dans le bordel où elle se prostitue, où il passe son adolescence. 
La relation entre Dick et sa famille a apparemment été tendue — il a révélé à Betty que Archibald le maltraitait régulièrement, et il a « rêvé » du jour où il pourrait l'assassiner. Abigail a également abusé de lui, le frappant et ne faisant aucun effort pour lui dissimuler ses origines, le désignant comme un « enfant de putain ». Quand Adam lui a appris sa mort à la suite d'un cancer de l'estomac, il a simplement déclaré : « Bien. » Cependant, Don a avoué au cours de sa confession à Betty sur son passé que l'oncle Mac était « gentil avec lui ». Il est également apparu proche de son demi-frère, Adam, qui avait onze ans de moins que lui. Quand Adam cherche Don simplement pour le rencontrer après toutes ces années, Don repousse sa tentative et lui fait la demande de ne plus jamais le contacter. Lorsque plus tard, Don se décide à parler et peut-être se réconcilier avec son jeune frère, il découvre qu'il est trop tard, Adam s'est pendu dans sa chambre d'hôtel.

### Guerre de Corée
Quand Whitman a une vingtaine d'années, il s'engage dans l'U.S. Army — il mentionne qu'il « a fui » pour le faire — et est envoyé servir pendant la guerre de Corée. Whitman se retrouve sous les ordres du lieutenant Donald Draper, un pionnier chargé de la construction d'un hôpital de campagne avec pour seule main d'œuvre Whitman.
Les deux hommes sont pilonnés par l'artillerie, et après avoir été ensevelis, décident d'allumer des cigarettes. Quand le lieutenant Draper fait remarquer à Whitman que celui-ci s'est uriné dessus, il lâche accidentellement son briquet qui enflamme une flaque d'essence, faisant exploser des munitions. Le lieutenant Draper est tué sur le coup, entièrement défiguré par ses brûlures. Après l'avoir constaté, Whitman échange les plaques d'identification du lieutenant avec les siennes.
Whitman, désormais identifié comme Draper, se réveille dans un hôpital et est décoré de la Purple Heart. Démobilisé et renvoyé au pays, Whitman, sous l'identité du lieutenant Draper, est chargé de remettre à sa propre famille le cercueil censé contenir son propre corps. Toujours sous l'identité de Draper, il charge un subordonné de remettre le cercueil et évite ainsi la rencontre avec sa famille. Alors que bouleversé, il observe du train sa famille recevant le cercueil sur le quai de la gare, Adam l'aperçoit et tente d'avertir ses parents qui le rabrouent. Tandis que le train redémarre, une jeune femme voit l’émotion de Whitman et tente de le consoler alors qu'il commence sa vie sous le nom de Don Draper.

### Vie sous le nom de Don Draper

#### Arrivée chez Sterling Cooper
Don Draper travaille comme vendeur de voitures d'occasion quand il est démasqué par Anna Draper, la veuve du lieutenant. Malgré des débuts conflictuels, les deux personnages deviennent des amis proches, bien que leur relation se distende quand Don épouse Betty Hofstadt. Après avoir obtenu d'elle un divorce par consentement mutuel, Don continue d'aider financièrement Anna, qui travaille comme professeur de piano. Anna devient la confidente de Don, qui lui rend visite parfois, comme à la fin de la saison 2, pour calmer ses esprits. Il est très attaché à elle, la considérant comme la seule personne qui le connaisse réellement. Anna meurt d'un cancer généralisé durant la saison 4.
Peu de détails ont été donnés sur la façon dont Don est devenu le directeur de création de Sterling Cooper. Il est quelque temps vendeur de voitures d'occasion, puis vendeur de fourrures chez Heller et s'est inscrit aux cours du soir du City College de New York City, bien qu'il révèle dans la saison 4 ne pas avoir mené ses études à terme. C'est à cet endroit qu'il aurait rencontré sa future femme, Betty. Roger Sterling affirme qu'il a « découvert » Draper chez Heller, et l'a engagé pour travailler à Sterling Cooper. Dans les faits, Don, après avoir tenté de lui présenter ses créations, a convaincu Roger de boire avec lui et Roger est devenu complètement saoul. Le lendemain, Don s'est présenté pour travailler à Sterling Cooper, expliquant à Roger qu'il l'avait « accueilli à bord » pour un poste à Sterling Cooper. Roger, remis de l'ivresse de la veille, n'en a alors aucun souvenir mais ne contredit pas Don. Peu après, Don et Betty se marient et s'installent dans une maison au 42 Bullet Park Road, à Ossining dans le Comté de Westchester.
Draper devient par la suite directeur de création, puis un associé minoritaire de Sterling Cooper. Il est considéré comme un atout dans la compagnie par son grand talent pour comprendre les désirs des autres et pour présenter et vendre ses idées. Ceci fait qu'il est souvent courtisé par d'autres firmes de publicité. Bien que son vrai caractère reste mystérieux et bien gardé, presque tout le monde le respecte pour son talent. Parmi eux se trouve le responsable clientèle Peter Campbell, qui voit en Draper aussi bien un mentor qu'un obstacle à son ascension dans l'agence. Quand Campbell récupère à dessein un paquet adressé à Don de son frère Adam, Campbell découvre la véritable identité de Draper et tente donc de le faire chanter. Au moment de la confrontation, Draper se rend immédiatement dans le bureau de Bert Cooper, suivi de près par un Campbell incrédule. Dans le bureau de Cooper, Campbell, révélant le secret, voit l'associé ne montrer aucun intérêt à cette nouvelle, à son grand étonnement. Cependant, Cooper utilisera cette information plus tard pour forcer Draper à signer un contrat d'engagement de trois ans. Campbell et Don développent alors une relation de respect mutuel, s'aidant l'un l'autre en secret, Don payant les parts d'investissement d'associé de Peter quand Campbell fait cesser une enquête de voisinage sur Don qui menace son secret.
Peggy Olson a commencé sa carrière à Sterling Cooper comme secrétaire particulière de Draper, mais elle devient rapidement grâce à lui rédactrice junior. Il nourrit soigneusement mais fermement son talent, pendant qu'elle apprend le fonctionnement du métier, bien que dans la première saison, il fait en sorte qu'elle assure ses fonctions de secrétaire jusqu'à sa promotion dans l'épisode Carrousel. La relation entre Peggy et Don évolue peu à peu dans une dépendance et une compréhension réciproques. Dans la saison 2, Don rend visite à Peggy à l'hôpital après qu'elle a donné naissance à l'enfant illégitime de Campbell et l'encourage à aller de l'avant et d'oublier l'épisode, lui assurant que l'événement sera gardé secret et n'aura aucune incidence sur sa place au sein de la compagnie. Plus tard, Peggy libère Don de garde à vue après un accident de voiture sous l'emprise de l'alcool et permet à son amante du moment de récupérer à son appartement. Don ne lui montre généralement aucun favoritisme, et refuse énergiquement une demande d'augmentation de salaire (alors qu'elle fait valoir son bon droit avec l'Equal pay act de 1963), qui la pousse à envisager sérieusement de prendre un emploi. Dans la saison 4, Peggy reçoit plus de missions exigeantes et une plus grande responsabilité en tant que rédacteur dans la nouvelle entreprise de Don, et ils développent un plus grand niveau de confiance et d'aisance avec l'autre à la fois professionnellement et personnellement. Dans l'épisode 7 de la saison, on voit Don traverser un moment d'ivresse après avoir reçu un message de Californie, par lequel il apprend que sa confidente Anna Draper, dont il connaissait l'état de santé, est morte de son cancer. Au cours de cette nuit-là, Don confie à Peggy plus sur son passé (son service militaire en Corée, son père mort devant lui) que quiconque à l'agence à ce jour.
Betty Draper ne connait pas le passé de Don, bien qu'elle cherche à connaître ses secrets, avant qu'elle ne découvre une collection de photographies et d'autres documents sur sa vie passée que Don conservait dans un tiroir de son bureau fermé à clé à son domicile, après onze ans de mariage. Quand Betty demande des comptes à Don, il s'effondre et lui révèle le secret de son identité. Leur mariage s'effrite encore plus quand Betty réalise, peu après l'assassinat de John F. Kennedy, qu'elle n'aime ni ne croit plus son mari. Elle part pour Reno pour divorcer quelques jours plus tard. Après avoir été chassé de sa maison, Don déménage dans un appartement.

#### Nouvelle agence, nouveau mariage
En décembre 1963, Don convainc Bert Cooper, Roger Sterling et Lane Pryce, rejoints par Peggy, Pete, Joan Harris et Harry Crane, de quitter Sterling Cooper et de tenter leur chance quand ils apprennent que leur société parente va être rachetée par l'entreprise rivale McCann Erickson, une agence gigantesque et selon eux sans humanité. Ils fondent l'agence Sterling Cooper Draper Pryce, domiciliée dans une suite d'hôtel avant d'investir le Time-Life Building.
À la fois dans et hors du bureau, la vie de Don est un mélange d'alcool et de sexe avec de nombreuses conquêtes féminines qu'il rencontre dans divers milieux économiques et sociaux, comptant deux secrétaires (Allison et Megan), une hôtesse de l'air (Shelly), une amie sans emploi (Bethany), une institutrice (Suzanne Farrell), une cliente (Rachel Menken), une artiste-peintre (Midge Daniels), une serveuse (Doris), une prostituée (sans nom), une conseillère (Faye Miller), une infirmière, une hédoniste (Joy), et l'épouse de l'acteur principal dans la campagne Utz (Bobbie Barrett) .
Cette vie sentimentale instable se calme avec son second mariage : lors d'un séjour en Californie, il demande la main de Megan, sa nouvelle secrétaire canadienne avec qui il a une liaison depuis peu. Le couple s'installe dans un nouvel appartement, où ils conjuguent vie privée et vie professionnelle, le couple travaillant ensemble à Sterling Cooper Draper Pryce au département créatif. Depuis, on ne connaît aucune liaison extra-conjugale à Don, malgré les tensions et les disputes dans le couple : Megan quitte soudainement son poste, alors qu'on lui reconnaît un vrai talent de créativité et de communication, pour tenter sa chance sur scène. Don s'éloigne à nouveau de sa femme et entame une liaison avec Sylvia Rosen, femme au foyer et épouse d'un éminent chirurgien cardiaque qui vit dans l'appartement en dessous du sien. La liaison prendra fin quand Sylvia réalisera que Don est en train de tomber amoureux d'elle.
Au bureau, l'agence Sterling Cooper Draper Pryce connaît plusieurs revirements : le suicide de Lane Pryce après qu'il a été découvert que le comptable utilisait les fonds de l'agence pour essuyer ses dettes personnelles, et la concurrence avec Cutler, Gleason & Chaough, qui a engagé Peggy Olsen. Quand les deux rivaux (Ted Chaough et Draper) se retrouvent à se disputer le même contrat de publicité pour le nouveau modèle de Chevrolet, les deux hommes réalisent que leurs agences sont trop petites pour résister à un tel affrontement tout en négociant des contrats juteux. Ils négocient donc la fusion des deux agences, les deux rivaux devenant associés et même amis, quand Chaough rend service à Don et parvient à éviter au fils de Sylvia Rosen d'être envoyé au Viêt Nam. Cependant, l'attitude délétère et auto-destructrice de Don cause certains dégâts au sein de l'agence : il fait perdre à lui seul plusieurs contrats en désapprouvant les directions qui lui sont imposées et saborde plusieurs présentations publiques. Don finit donc par être suspendu pour une durée indéterminée, alors que l'agence ouvre plusieurs antennes à Détroit et Los Angeles.

#### La fin d'une ère
Don vivra six mois reclus dans son appartement, cachant sa situation à Megan, installée à Los Angeles pour sa carrière, et quand il envisage de rejoindre une autre agence, Roger Sterling, son dernier soutien total dans l'agence, parvient à le faire revenir, mais sous des conditions draconiennes et à un poste de simple créatif sous les ordres de Peggy et du directeur de création de CGC, Lou Avery. Don aura l'occasion de reprendre sa carrière en main en permettant à l'agence de négocier un contrat pour une marque de cigarettes (la profession n'a pas oublié la tribune incendiaire de Don contre eux, aussi a-t-il proposé de démissionner s'ils consentent à travailler avec Sterling Cooper) et en se voyant confier la campagne de Burger Chef, initialement attribuée à Peggy. Mais au cours du mois de juillet, Jim Cutler tente de faire licencier Don pour ne pas avoir respecté les clauses de son contrat. Sa situation est donc précaire et il envisage sérieusement de passer le flambeau à Peggy, en lui redonnant les rênes de la campagne Burger Chef, avant d'appeler Megan et de l'informer de la situation, mais lors de leur conversation, ils réalisent tous deux que l'éloignement aussi bien physique que professionnel a fait échouer leur mariage. La nuit du 21 juillet 1969, Bert Cooper meurt, et Don perd alors l'un de ses principaux soutiens dans l'agence. Roger Sterling va sauver sa place en revendant l'agence à un concurrent tout en négociant leur indépendance.
À la suite d'une manigance de la mère de Megan, Don se retrouve dans un appartement quasiment vide après son divorce. Peu après, Roger découvre que McCann-Erickson, l'agence concurrente qui les avait rachetés, a décidé d'absorber complètement Sterling Cooper. Don est reçu sur tapis rouge au sein de l'agence mais rapidement, il va se sentir en concurrence avec tous ses nouveaux collègues qui lui ressemblent énormément et quitte brusquement son poste pour rejoindre sa dernière maitresse, Diana, mère indigne qui a quitté le foyer après la mort d'une de ses filles, puis entamer une traversée des États-Unis après avoir été officiellement renvoyé de McCann-Erickson. Après avoir perdu son poste, son argent, sa voiture et appris que Betty était mourante d'un cancer, il échoue chez Stephanie Draper, qui l'emmène dans un lieu de retraite hippie où il parvient à faire la paix avec lui-même. Cependant, plusieurs indices semblent indiquer qu'après les dernières images vues de Don, en pleine retraite hippie, il serait retourné chez MaCann-Erickson pour concevoir la publicité Hilltop de 1971 pour Coca-Cola.

## Personnalité
Sur de nombreux points, Draper est le stéréotype de l'homme blanc Américain de la classe moyenne post-seconde Guerre mondiale. Il apparaît clairement durant la deuxième saison que beaucoup de traits de caractère de Draper (comme son infidélité) sont sa façon de gérer les conflits personnels. Draper se distingue aussi pour être un des rares hommes de Sterling Cooper à ne pas participer aux conversations de couloir sur le sexe, point notable dans la culture de son entreprise. En fait, Draper garde secrètes ses liaisons extra-conjugales, gardant une apparence d'homme intègre et chevaleresque.
Il met ainsi en garde Pete Campbell dès le premier épisode (Smoke Gets in Your Eyes) sur ses propos rudes envers Peggy Olson, qu'il venait juste de rencontrer.
Dans le premier épisode de la saison 2 (For Those Who Think Young), Draper est dans un ascenseur écoutant la conversation sexuelle et très crue de deux jeunes hommes. Draper est écœuré et, quand une femme plus âgée entre dans la cabine et qu'ils continuent leur discussion colorée, Draper demande à l'un des deux hommes d'enlever son chapeau. Celui-ci ignore Draper, qui se charge lui-même d'enlever le chapeau, mettant fin à la conversation et évitant à la dame une gêne.
Dans l'épisode Six Month Leave, Draper sermonne plusieurs employés qui se moquent de l'incontinence urinaire de Freddy Rumsen, un symptôme de son alcoolisme. Cela peut être aussi mis en relation que cela lui rappelle de mauvais souvenirs personnels (lors de la Guerre de Corée durant un bombardement, Don Draper s'est uriné dessus de peur sans le vouloir, vu dans un flashback à la fin de la saison 1).
Dans My Old Kentucky Home (saison 3, épisode 3), Draper assiste à une garden party du Kentucky Derby organisée par Roger Sterling, où il voit Sterling faire une sérénade à sa jeune femme avec un maquillage blackface des minstrel show. Pete Campbell et Draper semblent être les seuls invités à désapprouver ou être gêné d'assister à ce spectacle.
Dans un épisode de la quatrième saison, Draper rabroue brièvement Ken Cosgrove devant d'autres employés pour s'être moqué d'un client avec un grave problème de bégaiement.
Dans le dernier épisode de la saison 6, Don en vient à frapper un pasteur qui affirmait que les maux de l'Amérique (la guerre du Viêt Nam, l'élection de Nixon) venaient des « mauvais croyants ».
Draper adhère aussi à un code de l'éthique des affaires plus strict que beaucoup de ses collègues. Un arc durant la deuxième saison a bouleversé Draper, accusé d'abandonner la compagnie locale Mohawk Airlines au profit d'un contrat potentiel avec American Airlines. Dans la saison 3, il hésite à signer un riche client désireux de verser sa fortune dans la promotion du jai alai, un sport dont le client pense qu'il remplacera le baseball comme « jeu de l'Amérique », Don sachant que le client est sur le point de dilapider sa considérable fortune dans une campagne perdue d'avance.
Il garde aussi le secret du directeur artistique Salvatore Romano, un homosexuel refoulé et non avoué, que Don voit dans une position compromettante dans un hôtel de Baltimore lors d'une évacuation d'incendie. Bien que Don continue de garder le secret, il exprime néanmoins son dégoût pour l'orientation sexuelle de Sal quand il le licencie dans la saison 3 parce que le fils d'un client de premier plan est en colère devant le refus de Sal d'accepter ses avances sexuelles dans la salle de montage du film.
Don a montré un grand aplomb, peut-être au mieux affiché dans sa décision rapide de se faire congédier de Sterling Cooper afin de former une nouvelle agence de publicité, ou quand il assume la publication dans le New York Times d'une lettre ouverte contre les campagnes publicitaires faisant la promotion du tabac.
Il est également montré à travers les différents épisodes que Don regrette la façon dont il traite sa famille. Dans un épisode de la saison 3, alors que Betty donne naissance à leur troisième enfant, il a une conversation avec un autre homme dans la salle d'attente qui dit qu'il va être un meilleur homme pour sa femme et ses enfants ; Don acquiesce. Il apparait toujours très proche de sa fille aînée Sally, mais plus distant avec ses fils, relation qui tend à s'inverser au fil des ans : en 1968, Sally coupe les ponts avec son père après qu'elle l'a surpris avec sa maîtresse, et Bobby surprend son père en ayant une réaction d'empathie envers les personnages du film La Planète des singes.
Pierre Sérisier du journal Le Monde décrit Don Draper comme une incarnation du rêve américain et du self-made man bien sous tous rapports mais dont l'image s'écorne à mesure de la série où la vérité sur les mensonges et l'usurpation d'identité apparait à tous, jusqu'à la fin où Dick Whitman parvient à lâcher prise.

## Draper et les femmes

### Son épouse et ses maîtresses
Draper a rencontré son ex-épouse Betty Draper (née Hofstadt) alors qu'elle était modèle, surprenant Betty en lui achetant la fourrure qu'elle portait lors d'une séance photo à laquelle il assistait ; ce geste semble être le début de leur relation. Betty et Don se marient quand elle a une vingtaine d'années, et elle donne naissance à leur premier enfant Sally peu de temps après. Quelques années plus tard, elle donne naissance à leur premier fils, Bobby. Dans la saison 3, Betty donne naissance à un second fils nommé Eugene comme son père décédé peu avant, avec lequel Don avait une relation tendue.
Don trompe Betty à plusieurs reprises dans les saisons 1 et 2. Dans la saison 1, Draper fréquente Midge Daniels, une beatnik amatrice de drogues douces et illustratrice qui travaille dans son petit appartement miteux. Le mode de vie beatnik de Midge et ses amis n'attire pas Don, mais elle lui offre une échappatoire à la pression de son travail. Don reçoit un chèque de 2 500 USD de prime de Sterling Cooper et demande à Midge de partir en vacances avec lui à Paris. Cependant, Don change d'avis après avoir réalisé que Midge aime un de ses amis beatnik, et lui laisse le chèque dans son corsage. Il lui dit d'aller acheter une voiture avec et part. Don ne la revoit pas jusqu'à la saison 4, lorsque Midge essaie de revenir auprès de Don, dans l'espoir de lui vendre un tableau afin d'aider à payer son addiction à l'héroïne. Il accepte de visiter son appartement, mais après avoir compris ses véritables intentions, il achète un tableau pour 120 dollars en liquide et part.
Également au cours de la saison 1, Don fréquente Rachel Menken. Elle est juive et la fille d'Abraham Menken, le père fondateur des magasins haut de gamme Menken. Rachel, 28 ans, est éduquée, sophistiquée, et une femme d'affaires avertie, qui aide son père dans la gestion de l'entreprise familiale. En dépit de querelles de leurs premières réunions d'affaires, Draper commence une liaison avec elle. Elle met fin à leur aventure le 8 novembre 1960, la nuit où les résultats des élections présidentielles de 1960 sont donnés (Nixon vs Kennedy, Saison 1, épisode 12). Elle part pour une croisière pour l'Europe et épouse rapidement un homme juif quelque temps avant le début de la saison 2.
Dans la saison 2, Draper va vers une femme plus âgée, Bobbie Barrett. Elle est la femme de Jimmy Barrett, un comique insultant inspiré du membre du Rat Pack Joey Bishop, qui est engagé par Sterling Cooper sur un spot pour les chips Utz. Don n'apprécie guère les exigences de Bobbie et son comportement très peu professionnel.
Draper et Bobbie poursuivent leur aventure, faisant un voyage vers la plage de Stony Brook à Long Island, mais leurs plans sont perturbés par un accident de voiture suivi de son arrestation pour ivresse au volant. Dans l'incapacité de verser une caution avec l'argent qu'il a sur lui, Don s'adresse à Peggy Olson, qui fait le déplacement de Brooklyn à Long Island en voiture au milieu de la nuit, paie la caution de 110 USD, et plus tard héberge Bobbie jusqu'à ce que les blessures de l'accident guérissent. Bobbie et Don poursuivent leur aventure jusqu'à l'épisode 6 de la saison (Cherchez la femme), quand Bobbie laisse échapper que les anciennes amantes de Draper ont parlé de ses performances sexuelles. Don, très prudent sur sa vie privée, est horrifié que ses frasques extra-conjugales soient des sujets de rumeur, et met fin immédiatement à sa liaison. Don doit continuer sa relation professionnelle avec Bobbie et Jimmy, et les quatre (avec Betty) se retrouvent au bar The Stork Club pour une nuit (saison 2, épisode 7, Le Violon d'or). C'est à la fin de la soirée que Jimmy révèle à Betty que leurs conjoints ont une liaison. Betty est choquée et dégoûtée. Jimmy finit la nuit en insultant Draper avec Betty à portée de voix et entendant tout.
Betty, désappointée, confronte Don (épisode 8, Une nuit inoubliable), mais il nie les accusations à plusieurs reprises, ce qui fait enrager Betty. Finalement, Betty semble disposée à tourner la page, mais quand elle voit par hasard le spot de Jimmy fait pour Utz diffusé à la télévision, sa colère revient. Elle appelle son mari au travail et lui dit de ne pas rentrer à la maison, après quoi Don vit dans une chambre d'hôtel et dort souvent dans son bureau. Le père de Betty, Eugene, a un autre accident vasculaire cérébral (épisode 10, Héritage), nécessitant une visite de Betty, et pour sauver les apparences, les deux d'entre eux font semblant d'être un couple marié et heureux tant qu'ils sont dans la maison de son père. S'enfonçant de plus en plus dans la sénilité, Eugene exprime ouvertement son dédain pour Don, en disant : « Il n'a pas de famille. On ne peut pas faire confiance à un homme comme ça. » Après avoir été témoin du déclin rapide de son père, Betty surprend Don en le rejoignant sans un mot dans son lit au milieu de la nuit. Don en déduit que Betty lui a pardonné, mais quand ils rentrent chez eux, elle lui demande  de ne pas revenir. Betty découvre plus tard qu'elle est enceinte.
Don décide sur un coup de tête de rejoindre Campbell dans un voyage d'affaires à Los Angeles (épisode 11, Jet Set). En Californie, Don rencontre un mystérieux vicomte européen avec une fille de 21 ans prénommée Joy. Bien qu'il demande à Campbell que ce voyage reste strictement professionnel, Don suit Joy et sa famille « jet set » qui se décrit comme des nomades dans leur somptueuse maison de vacances à Palm Springs. Joy est topless dans la piscine une nuit, tente de séduire à nouveau Don alors que ses parents et de jeunes enfants sont autour de leur grande piscine. Draper se rend compte que cette « liberté sexuelle » est excessive, même pour lui, et cherche sa confidente, Anna Draper (épisode 12, Dans l'antre du roi de la montagne) . Anna rassure Don, qui lui dit qu'il « gâche tout », que son amour pour Betty n'implique pas qu'il doit tout lui avouer. Don se baigne alors dans l'océan Pacifique, dans un geste symbolique de nouveau départ, et rentre à la maison avouer son amour pour Betty et lui demander de le laisser revenir. Elle lui annonce alors sa grossesse.
Dans la saison 3, Don a une liaison de plusieurs mois avec l'institutrice de sa fille Sally, Suzanne Farrell. Leur relation se construit lentement au cours de plusieurs rencontres accidentelles et de conversations lourdes de sous-entendus. Ils consomment finalement leur relation en septembre 1963 (épisode 9, Un petit matin). Don y met fin le 30 octobre 1963. Croyant Betty et ses enfants partis, il prévoit un week-end avec Suzanne. Alors que Suzanne attend dans la voiture, et rentrant chez lui uniquement pour une valise, Don est stupéfait de retrouver Betty à la maison. Avant qu'il ne puisse prendre la fuite, Betty révèle qu'elle a trouvé la clé du tiroir verrouillé dans le bureau de Don, dans lequel il conserve une boîte de photographies et d'autres preuves de sa vie passée, ainsi que plusieurs centaines de dollars en cas de fuite, et a découvert qu'il lui a menti. Elle le contraint à lui révéler la vérité sur son passé, et il avoue son vrai nom et les détails de son départ (épisode 11, La gitane et le clochard). Don ne revient jamais à la voiture où Suzanne l'attend, apparemment pendant des heures, avant d'abandonner et rentrer chez elle. Il appelle le lendemain pour rompre, même s'ils n'ont pas été découverts, afin de sauver ce qu'il reste de son mariage. Betty réalise plus tard qu'elle ne peut plus être avec Don et divorce pour être avec Henry Francis.

### Les amantes de Don célibataire
La consommation de femmes de Don atteint des sommets au cours de la saison 4, qui a lieu entre 1964 et 1965. Au début de la saison 4 en 1964, Don engage une prostituée pour le gifler pendant leurs rapports sexuels. La très jeune seconde épouse de Roger, Jane Sterling, présente Don à une jeune et belle amie, Bethany Van Nuys, pensant que Don n'a pas eu de rendez-vous depuis son mariage, qui a pris fin en novembre 1963. Pendant un week-end très alcoolisé, Don va au lit avec une femme, oublie tout, se réveille avec une autre femme dans son lit, et n'a aucune idée de ce qui s'est passé durant les 24 heures précédentes. Il continue de voir la prostituée et la paye, entraînant même Lane Pryce avec lui en lui présentant une amie prostituée le soir du Nouvel An dans son appartement.
Lors d'une visite à San Pedro, en Californie, chez Anna Draper, il tente également de séduire la nièce de 18 ans d'Anna, que Don connait depuis qu'elle est enfant. Elle le repousse et lui révèle que sa tante Anna meurt d'un cancer généralisé. Don en est très profondément affecté.
Quand Don rentre chez lui ivre après une fête de Noël, qu'il y oublie les clefs de son appartement, il demande à Allison, sa secrétaire, de les lui ramener. Il la séduit rapidement sur son canapé et couche avec elle (épisode 41, Christmas Comes But Once a Year). Cela crée plus tard, une tension notable dans leurs relations professionnelles, lorsque Don se comporte comme si rien ne s'était passé. Confuse et le cœur brisé, Allison décide qu'elle ne peut plus travailler pour Don ou la firme, elle demande à Don d'écrire une lettre de recommandation pour un autre poste. Mais quand son insensibilité la blesse, Allison devient profondément bouleversée. Elle jette un cendrier en laiton à Don et l'appelle une « mauvaise personne » avant de quitter son emploi et de s'effondrer en larmes. Don est visiblement secoué par la rencontre, et Allison est remplacée par son ancienne secrétaire temporaire Joan, qui laisse entendre qu'elle a parfaitement compris la situation. Don tente ensuite d'écrire une lettre d'excuses à Allison, mais renonce (épisode 43, The Rejected). Allison est remplacée par Ida Blankenship, ancienne secrétaire de Bert Cooper, et étonnamment, amante de Roger de nombreuses années auparavant. Blankenship est une vieille femme au caractère brusque et acariâtre qui peut parfois agacer Don, mais se révèle être la secrétaire idéale pour lui, car elle est vieille et sans attrait. Ida meurt plus tard soudainement assise à son bureau, choquant Don et le personnel.
Au cours de la saison 4, Don se lie d'amitié avec le Dre Faye Miller, une psychologue chargée des sondages auprès des consommateurs, avec qui il travaille fréquemment. Au début de l'année 1965, avant qu'elle ne fréquente Don, elle l'informe qu'il sera « marié à la fin de l'année ». Don est stupéfait et dit : « Quoi ? » Le spectateur ne peut pas croire non plus la prédiction de Faye, qui supposerait que Don et Faye se marieront un jour de 1965. Faye et Don ont sensiblement le même âge, et elle ressemble un peu à Anna Draper. Après avoir poliment repoussé ses avances à plusieurs reprises, il entame une relation amoureuse avec elle. Au cours d'une crise de panique (épisode 49, Hands and Knees) Don révèle un peu son passé et une partie de son secret ; elle offre un soutien affectif. Faye avertit cependant Don qu'elle « n'est pas à l'aise avec les enfants et est inexpérimentée avec eux ». À la fin de ce même épisode, Sally court au bout du couloir à SCDP après un accès de colère, et tombe durement sur le sol. Au lieu de courir dans les bras de son père, elle se réfugie naturellement dans les bras de la nouvelle secrétaire de Don, Megan. Megan a travaillé auparavant comme réceptionniste mais elle est devenue la secrétaire de Don après la mort soudaine de Blankenship.
Don ne voit plus aucune prostituée et semble faire durer sa relation avec Faye. Bien que Don semble aimer l'élégante et intelligente Faye, Megan le séduit tout d'un coup dans son bureau un soir, lui disant de ne pas s'inquiéter, qu'elle ne fera pas une scène comme Allison a fait. Megan ne semble pas du tout intéressée par Don, elle sait exactement ce que Don veut une liaison sans attaches. Lorsque le cabinet de conseil Faye ne peut plus travailler avec SCDP, celle-ci est toute contente de pouvoir afficher sa relation avec Don au cours de l'épisode 12.
Au cours de l'épisode final de la saison 4 Tomorrowland, Faye estime que leur relation est plus forte que jamais. Cependant, l'ex-femme de Don, Betty Francis, licencie soudainement Carla, la nourrice de ses enfants depuis leurs naissances, et Don ne peut pas trouver une nounou à plein temps pour accompagner ses trois enfants pendant leur voyage en Californie (Don y va pour signer la « vente » de sa maison du lieutenant Draper à San Pedro, qu'il a rachetée pour Anna dans les années 1950). Don se souvient de la façon dont Sally est tombée dans ses bras quelques mois auparavant, et décide de prendre Megan avec lui, afin qu'elle puisse emmener les trois enfants à Disneyland, et les surveiller à la piscine de l'hôtel. Quand il va à la maison d'Anna une dernière fois, la nièce d'Anna dit qu'Anna a laissé sa bague de fiançailles, un diamant solitaire (offerte par le lieutenant Draper à Anna avant de partir en Corée) pour Don. Don regarde la bague et est très touché par le cadeau d'Anna. Don se rend compte que le dernier souhait d'Anna était que Don soit heureux et se remarie. Il réalise soudain que tous ses enfants et lui se sentent bien avec Megan, qui n'a que 25 ans.
Bien que Faye soit très intelligente et belle, Don voit que Megan lui convient mieux parce qu'il « se sent enfin lui-même » avec elle. Il couche avec Megan pendant le voyage en Californie et décide de lui proposer la bague de fiançailles d'Anna, avouant à Megan que ce bijou représente beaucoup pour lui. Megan ne sait rien de son passé ou d'Anna, tout comme Betty quand elle a épousé Don en 1952. Megan accepte et Don rentre à New York afin d'informer ses associés et Joan de ses soudaines fiançailles. Il téléphone à Faye pour la rencontrer. Faye se rend compte que quelque chose ne va pas et exige de savoir par téléphone, plutôt que devant un café. Don choque Faye en lui disant qu'il est fiancé. Faye est effondrée ; Peggy Olson, secrétaire d'un temps de Don, est abasourdie. Don en informe également son ex-épouse Betty, alors qu'elle finit de remplir les cartons du déménagement de leur ancien domicile conjugal. Betty sait que c'est Megan qui a surveillé ses enfants en Californie et qu'elle a donc provoqué les soudaines fiançailles de Don (parce que Carla, leur nounou et gardienne d'enfants afro-américaine était censée les garder pendant ce voyage, pas Megan). Betty semble triste d'apprendre le bonheur de Don parce que son propre couple avec Henry Francis bat de l'aile. Betty, Henry, et les enfants déménagent vers une nouvelle maison à Rye.

### Remariage avec Megan
Don et Megan se marient et emménagent ensemble dans un grand appartement en 1966, tout en continuant à travailler tous les deux à Sterling Cooper Draper Pryce. Don a avoué son passé et sa véritable identité à Megan, qui s'en moque. Cette relation semble avoir apaisé Don, ce qui surprend et énerve quelque peu Peggy, qui considère que ce changement a des conséquences sur sa façon de travailler, qu'elle trouve moins impliquée et moins agressive.
Le 1er juin 1966, Don fête ses 40 ans, et pour la première fois de sa vie, il aura une fête d'anniversaire, une surprise-party organisée en secret par sa nouvelle femme. Quand celle-ci lui réserve une danse provocante sur la chanson Zou Bisou Bisou, Don fait pâle figure alors que tout le monde regarde sa femme. Il lui dira plus tard que cette fête était une mauvaise idée, car il n'aime pas être au centre de l'attention.
La relation entre Megan et Don est stable et dure tant que Megan travaille à ses côtés à l'agence, faisant montre d'un certain talent de vendeuse. Mais quand elle aspire à autre chose et revient à son ambition de devenir comédienne, Don craint de la perdre. Il finira par accepter de la laisser vivre son rêve, ce qui marque une rupture dans leur couple. À mesure que Megan gagne en popularité grâce à un second rôle dans un soap opera, Don s'enferme dans le travail, mais il fait preuve d'une grande jalousie quand Megan se voit proposer des scènes d'amour avec d'autres hommes. C'est alors que Don, fidèle jusqu'à présent, commence une relation avec Sylvia Rosen, leur voisine de l'appartement au-dessous de leur loft, épouse délaissée d'un chirurgien. La relation est au départ purement sexuelle mais prend de l'ampleur, c'est pourquoi Sylvia rompra quand elle comprendra que Don commence à avoir des sentiments pour elle. Don fera un dernier geste pour elle en parvenant à éviter au fils de Sylvia d'être envoyé au front de la guerre du Viêt Nam, et les deux recoucheront ensemble mais seront surpris par Sally.
Megan partira pour Los Angeles afin de poursuivre une carrière d'actrice à succès, mais Don refusera de la suivre malgré sa condition précaire au sein de l'agence. Aucune liaison ne lui est connue pendant cette période de solitude, mais le temps, l'éloignement et les mensonges par omission de Don auront raison de leur mariage, qui se terminera à l'amiable en juillet 1969.

## Draper et les voitures
Don a travaillé comme vendeur de voitures d'occasion au moment où Anna Draper l'a trouvé, et a au moins une fois apprécié la compagnie de motocyclistes et amateurs de hot rod, alors qu'il rendait visite à Anna en Californie du Sud. Au début de la série, Don conduit une Oldsmobile de 1959, puis une Buick Electra 225 convertible de 1960. Plus tard, Don a son accident au volant d'une Dodge Polara de 1961, après quoi il est poussé par Roger Sterling dans l'achat d'une Cadillac Coupe DeVille bleu glacial et blanche de 1962.
Sterling lui dit que la Cadillac est le signe que Don y est « arrivé ».

## Draper et l'alcool
DON : [en colère brandissant une bouteille vide de rye] « Pourquoi est-ce vide? »
ALLISON : « Parce que vous avez tout bu ? »
Don est souvent vu en train de boire, dans son bureau comme chez lui. De nombreux incidents ont commencé par sa consommation d'alcool, y compris un accident de voiture. Sa consommation est devenue de plus en plus grave. D'autres ont eu à s'occuper de lui dans son ivresse, et il a commencé à éprouver des absences et des pertes de mémoire. 
Il réalise finalement son problème vers la fin de la saison 4 et tente d'arrêter de boire, bien qu'il soit toujours tenté lors de moments stressants. Finalement, il n'arrêtera jamais totalement. 
Son cocktail préféré est le old-fashionned. 

## Allusions et hommages
Don Draper est imité par le personnage de Abed Nadir dans le sitcom Community dans l'épisode 17 de la saison 1, Physical Education, quand il essaie d'apprendre à séduire des femmes avec le soutien de son groupe de travail d'espagnol. Il s'entraîne sur son amie Annie Edison, incarnée par Alison Brie — qui incarne Trudy Campbell dans la série Mad Men.
Dans la saison 3 de la sitcom 30 Rock (épisode 19, The Ones), le personnage Kenneth Parcell hurle « Mon vrai nom est Dick Whitman ! » alors qu'il fait une allergie à la framboise. Jon Hamm apparaît lui-même dans 30 Rock comme personnage récurrent, le Dr. Drew Baird.
Le personnage de Don Draper est aussi parodié dans un segment du Saturday Night Live, intitulé Don Draper's Guide to Picking Up Women (en français, le Guide pour séduire des femmes par Don Draper).
Don Draper a été désigné « Homme le plus influent de 2009 » par Askmen.com.
Dans son article du Daily Beast, Natasha Vargas-Cooper compare l'allure de Don Draper à un mélange de Cary Grant, Clark Gable, Humphrey Bogart et John Wayne.
Le site College Humor a créé plusieurs vidéos et articles sur Don Draper, exagérant son côté ténébreux et rédigeant des textes où il le place dans des situations quotidiennes. Ils l'ont décrit au lycée dans le choix de son orientation, en expliquant une publicité pop-up à un vendeur, et donnant des cadeaux à ses enfants à Noël.
Draper apparaît avec Conan O'Brien au tout début du premier épisode du show de O'Brien, Conan.
Don Draper est évoqué dans l'épisode 13 de la saison 4 de Gossip Girl par Serena Van Der Woodsen.
Une image tirée de l'épisode The Suitcase, montrant Draper en larmes après confirmation de la mort d'Anna, a déclenché un mème Internet appelé « Sad Don Draper », dans lequel Draper en pleurs est incrusté par Photoshop dans des lieux et moments improbables.
Draper est parodié dans une vidéo du duo d'humoristes norvégien Ylvis intitulée The Sixties.
Dans l'épisode 1 de la saison 3 de la série The Last Man On Earth, le personnage joué par l'acteur Jon Hamm est tué par balle lors de sa première apparition par Mélissa, interprétée par January Jones. Il s'agit d'une reconstitution hommage et anecdotique du couple Don / Betty dans Mad Men.